# NGC 2403
NGC 2403 (aussi appelé Caldwell 7) est une galaxie spirale intermédiaire rapprochée et située dans la constellation de la Girafe. NGC 2403 a été découverte par l'astronome germano-britannique William Herschel en 1788.

## Caractéristiques

### Distance
Sa vitesse par rapport au fond diffus cosmologique est de 182 ± 3 km/s, ce qui correspond à une distance de Hubble de 2,69 ± 0,19 Mpc (∼8,77 millions d'al).
À ce jour, 65 mesures non basées sur le décalage vers le rouge (redshift) donnent une distance de 3,400 ± 0,612 Mpc (∼11,1 millions d'al). Ces mesures sont plus fiables que le calcul basé sur le décalage vers le rouge parce que cette galaxie est trop rapprochée du groupe local de galaxies.

### Propriétés
La classe de luminosité de NGC 2403 est III-IV et elle présente une large raie HI. Elle renferme également des régions d'hydrogène ionisé. De plus, selon la base de données NASA/IPAC, c'est une galaxie du champ, c'est-à-dire qu'elle n'appartient pas à un amas ou un groupe et qu'elle est donc gravitationnellement isolée. Ce n'est pas l'avis des deux études, qui placent cette galaxie dans le groupe de M81. Enfin, c'est une galaxie LINER, c'est-à-dire une galaxie dont le noyau présente un spectre d'émission caractérisé par de larges raies d'atomes faiblement ionisés. Selon la base de données Simbad, NGC 2403 est une galaxie à noyau actif.
En raison d'une brillance de surface égale à 14,60 mag/am2, on peut qualifier NGC 2403 de galaxie à faible brillance de surface (LSB en anglais pour low surface brightness). Les galaxies LSB sont des galaxies diffuses (D) avec une brillance de surface inférieure de moins d'une magnitude à celle du ciel nocturne ambiant.

### Morphologie
NGC 2403 a été utilisée par Gérard de Vaucouleurs comme une galaxie de type morphologique SAB(s)d dans son atlas des galaxies,.
Notons que NGC 2404, un amas ouvert d'étoiles associé à une nébuleuse en émission, est situé dans le bras externe à l'est de NGC 2403. Cette galaxie peut être observée avec des jumelles 10 × 50

### Luminosité dans l'infrarouge
La luminosité de la galaxie NGC 2403 dans l'infrarouge lointain (de 40 à 400 µm)  est égale à 1,26 × 109 {\displaystyle L_{\odot }} (109,10{\displaystyle L_{\odot }}) et sa luminosité totale dans l'infrarouge (de 8 à 1 000 µm) est de 1,55 × 109 {\displaystyle L_{\odot }} (109,19{\displaystyle L_{\odot }}).

## Histoire
NGC 2403 a été découvert par William Herschel en 1788. Allan Sandage avait détecté une céphéide dans NGC 2403 en utilisant le télescope Hale, faisant ainsi de cette galaxie la première galaxie au-delà de notre groupe local dans laquelle on a découvert une céphéide. En se basant sur la période de la céphéide, Sandage avait calculé une distance de 8000 années-lumière. Aujourd'hui, on sait que NGC 2403 est plus de mille fois plus éloignée, soit 11 millions d'années-lumière.

## Supernova
À la fin de 2004, il y a eu deux supernovas observées dans la galaxie : SN 1954J ainsi que SN 2004dj. Ces supernovas ont été 16 fois plus lumineuses que la moyenne.

### SN 1954j
- SN 1954j aussi connue sous le nom de Variable 12 est situé à une ascension droite de (07h 36m 55.36s) et une déclinaison de (+65° 37′ 52.1″)[12]. Elle n'est pas une supernova ordinaire, car on la considère plus comme une super-explosion semblable à l'éruption de η Carinae dans la Voie lactée. L'étoile qui a survécu à l'explosion a changé un peu de couleur pendant les 8 dernières années. Le télescope Keck-II a révélé des caractéristiques largement similaires à η Carinae[13].
- On sait maintenant que cette super-explosion a dégagé a atteint une magnitude absolue de -8 et qu'elle est entourée d'une nébuleuse poussiéreuse apparemment similaire à celle de η Carinae.

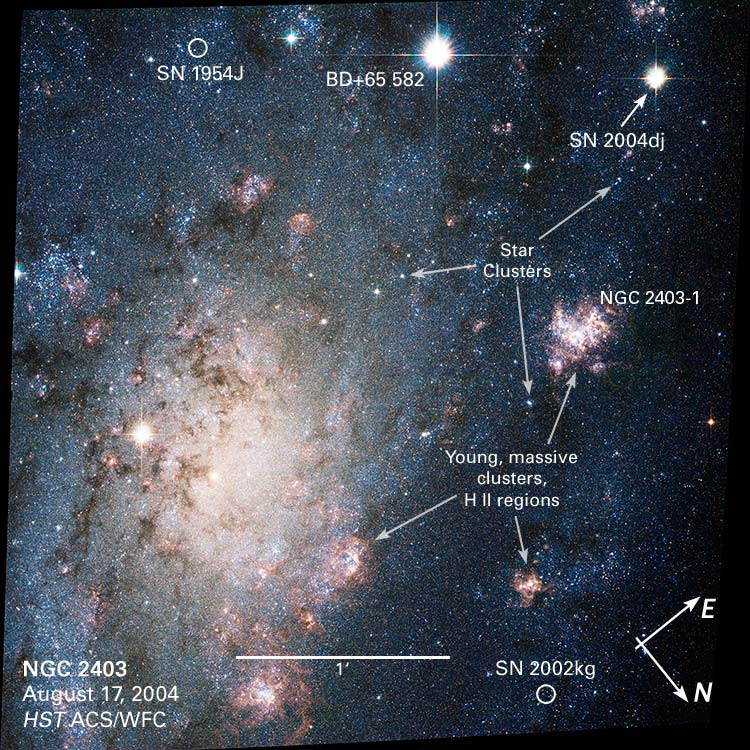
On peut voir SN 1954j et SN 2004dj sur cette image prise par le télescope spatial Hubble.

### SN 2002kg
SN 2002kg est situé à une ascension droite de (06h 37m 15.03s) et une déclinaison de (+49° 51′ 10″). C'est une supernova de type II-n. Elle a été découverte en octobre 2002 dans l'un des bras spiraux de la galaxie.

### SN 2004dj

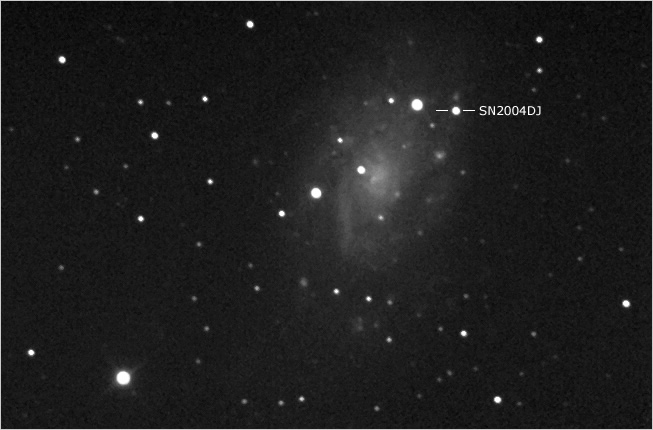
Emplacement de la supernova SN 2004dj.

- L'étoile ayant produit cette supernova est située à une ascension droite de (07h 37m 17.044s) et une déclinaison de (+65° 35′ 57.84″). C'était une supernova de type II[16]. Elle a été découverte le 31 juillet 2004 par Koichi Itagaki, un astronome japonais. Au moment de sa découverte, la luminosité de la supernova atteignait une magnitude apparente de 11,2 et une luminosité équivalente à 200 millions de fois celle du Soleil. Cependant, on l'a découverte après qu'elle eut atteint le maximum de sa luminosité. L'étoile à l'origine de cette supernova se trouve dans un jeune et compact groupe d'étoiles situé dans NGC 2403. Ce groupe d'étoiles, est catalogué 96e dans la liste des groupes les plus lumineuses faite par Allan Sandage[17],[18].
- Cette supernova a d'ailleurs été la plus lumineuse depuis SN 1987A.

## Groupe de M81
NGC 2403 fait partie du groupe de M81,. Ce groupe compte près d'une quarantaine de galaxies connues dont les plus importantes sont M81 (NGC 3031), M82 (NGC 3034), NGC 2366, NGC 2976, NGC 3077, NGC 4236  et IC 2574. Les distances de ces galaxies ne peuvent être calculées en utilisant le décalage vers le rouge, car elles sont trop rapprochées de la Voie lactée.

## Galerie

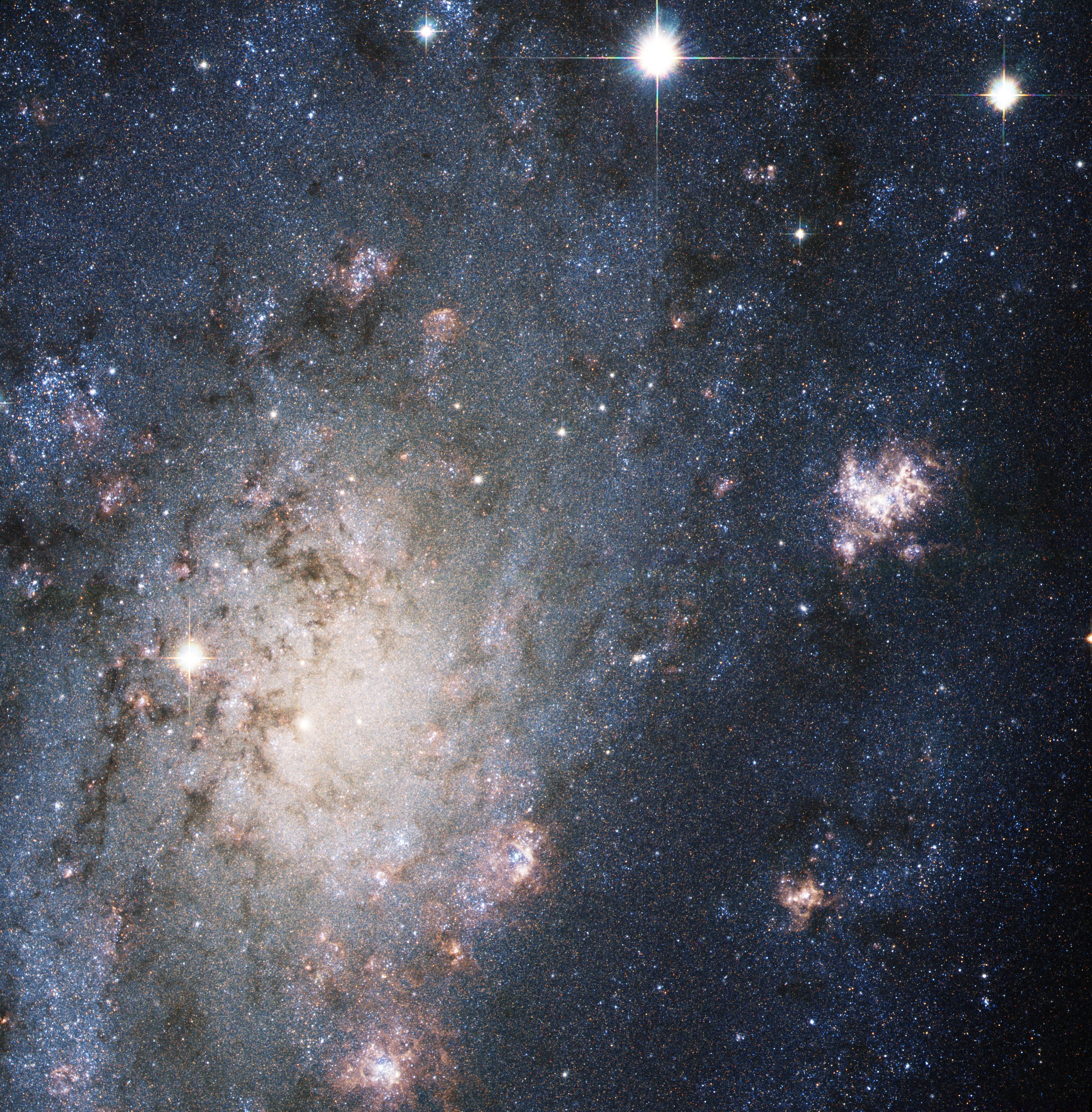
NGC 2403 par le télescope spatial Hubble.
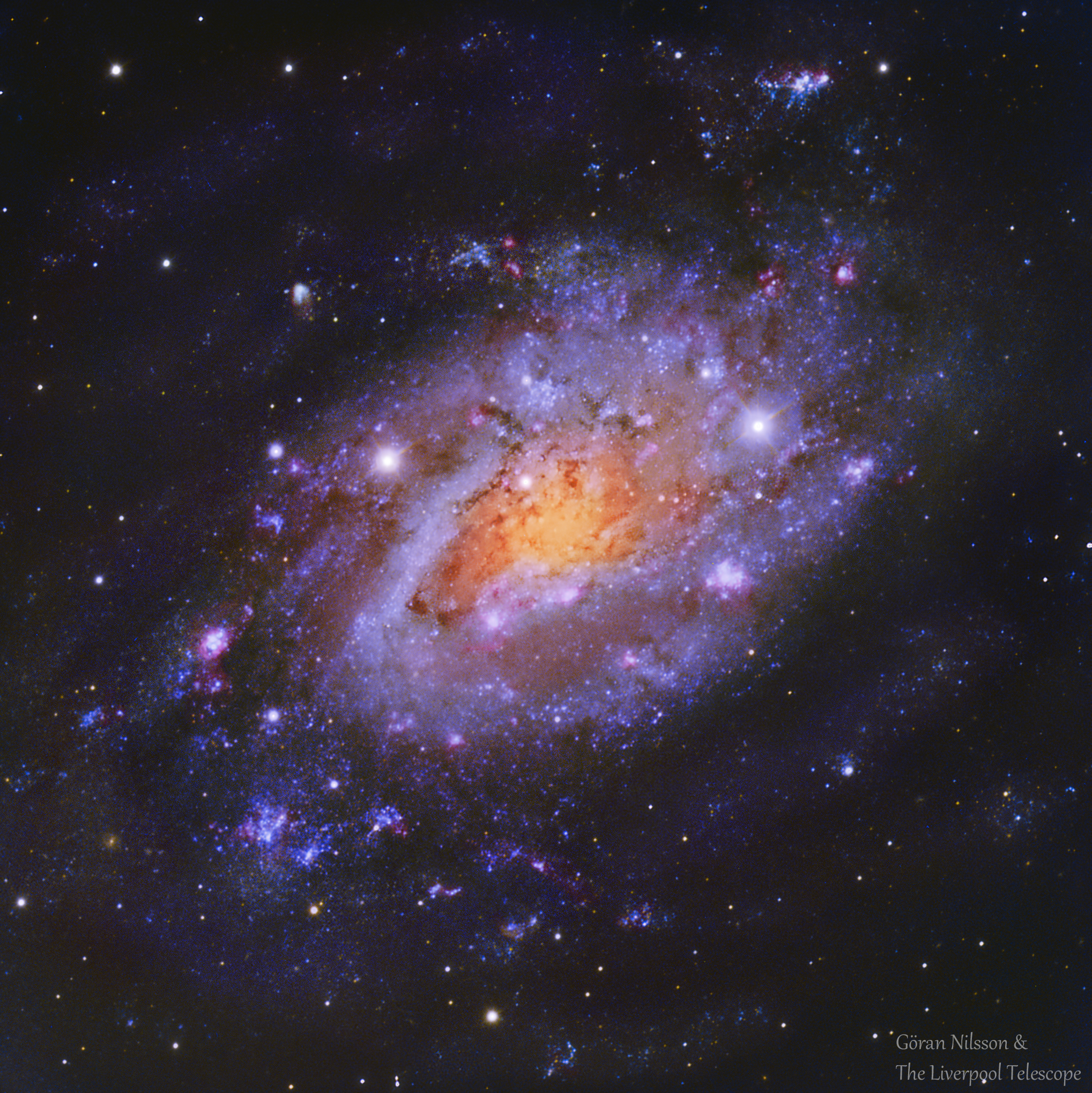
NGC 2403 capté par le télescope Liverpool de l'observatoire du Roque de los Muchachos.
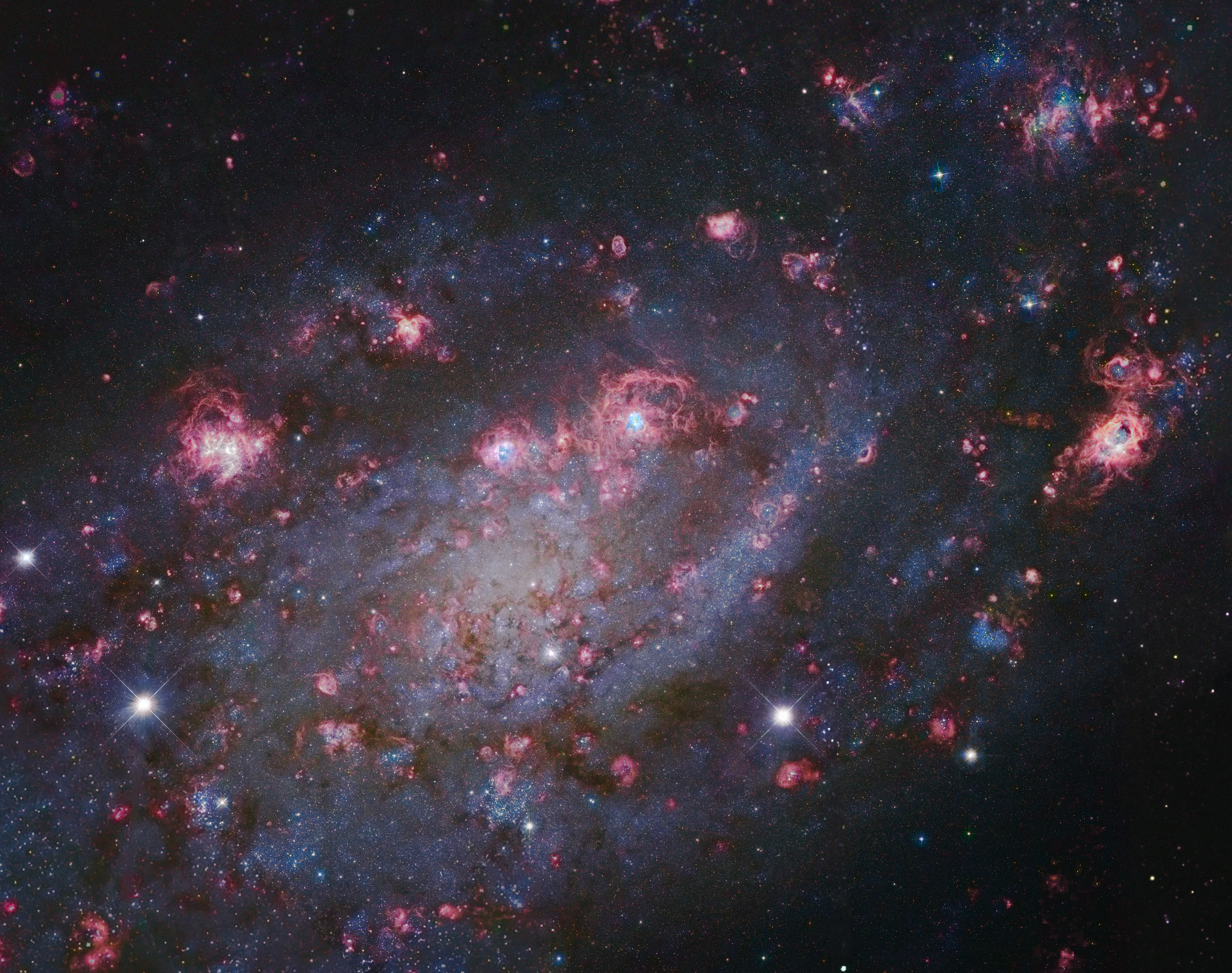
ESA et télescope spatial Hubble.
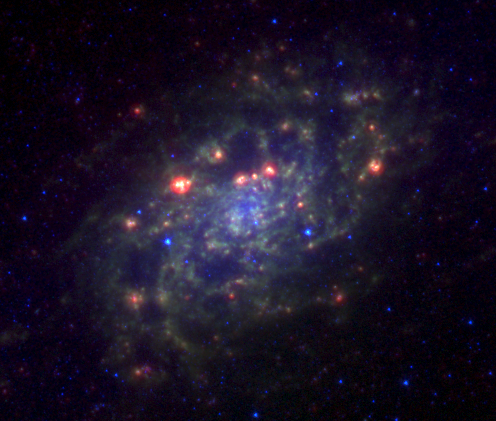
NGC 2403 en infrarouge par le télescope spatial Spitzer.
NGC 2403 par Adam Block, observatoire du mont Lemmon.